# Avenyn 18

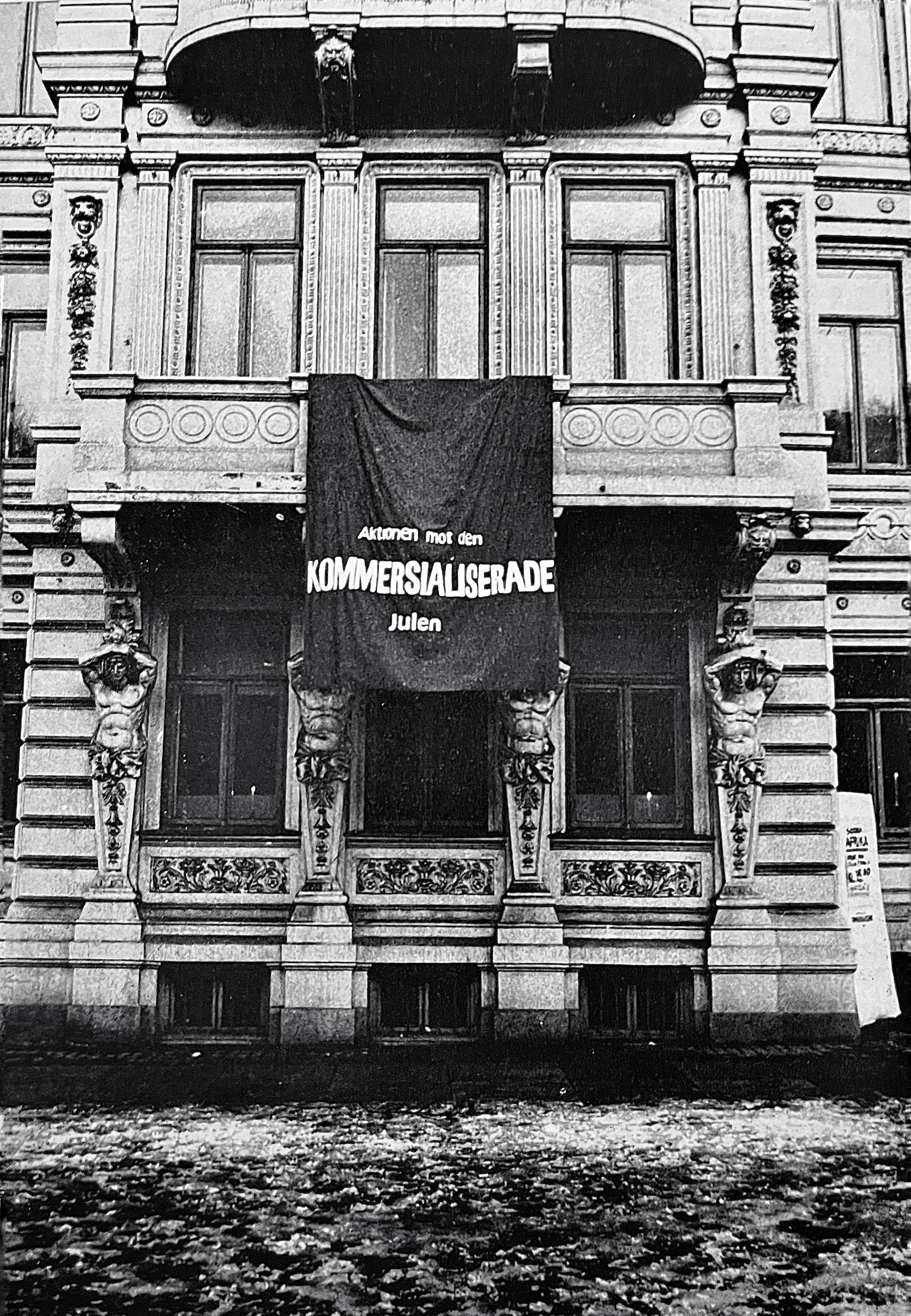
Aveny 18 i Göteborg, i december 1968 under Aktionen mot den kommersialiserade julen.

Avenyn 18, ibland kallat A18, var ett allaktivitetshus som drevs under 1,5 år med öppning i januari 1969 på Kungsportsavenyn 18 i Göteborg.

## Bakgrund
Fastigheten Kungsportsavenyn 18-20 är ett patricierhus i fyra våningar från slutet av 1800-talet. På 1960-talet ägdes huset av Systembolaget men 1964 planerade de att riva huset och bygga en modern butik. I väntan på rivningen fick Hvita Dufvan med start 1966 husera i det tomma Avenyn 18, en klubb som drevs av Christer Harling och Christer Johansson, men som tvingades flytta.
Allaktivitetshuset var en direkt fortsättning på Aktionen mot den kommersialiserade Julen, som bland annat verkat för en alternativ jul, och som ägde rum i december 1968 på Avenyn 18. Delar av gruppen som drev Aktionen mot den kommersialiserade Julen, bland annat studenter från Valand, Chalmers och Konstindustriskolan, lyckades få pengar från Göteborgs socialförvaltning, via Fritidsförvaltningen och förlänga rivningskontraktet av Systembolaget. Den 31 januari 1969 öppnades dörrarna till allaktivitetshuset.

## Organisation och ekonomi
Under de cirka 1,5 år som Avenyn 18 verkade hade huset i snitt öppet tre dagar i veckan. Allt arbete skedde av volontärer utan betalning. Från mitten av våren 1969 hade dock en av Fritidsförvaltningens assistenter som uppgift att hjälpa till på Avenyn 18. Kaféet var självfinansierat liksom vissa konserter. Man betalade varken hyra eller avgifter för el- och vatten.
Strukturellt ville aktivisterna som drev verksamheten ha demokrati och kollektivt ansvar. Aveny 18 hade fyra beslutsinstanser: stormöte, sambandsgrupp, övriga grupper och enskilda individer. Organiseringens syfte var att motverka hierarkier och motverka enskilda personers makt. Dock var det svårt att upprätthålla strukturen, stormötena blev långdragna och många problem fick aldrig sin lösning. Organisationsstrukturen blev också problematisk när Systembolaget krävde att kontraktet tecknades av en juridisk och fysisk person. Detta resulterade i många diskussioner, misstroende och konflikter.
De aktiva var huvudsakligen studenter i 20-årsåldern, med tydlig manlig dominans. En grupp tillhörde den aktiva vänstern men efter en konflikt som kulminerade våren 1969 avgick de från verksamheten den 28 mars. Den grupp uppgick visserligen bara till cirka fem personer, men förlusten av deras organisationsvana och initiativförmåga blev stor. Organisationen hade också ambition att rikta sig mot hemlösa och missbrukare och några av dessa äldre män arbetade och tog ansvar i verksamheten. En annan grupp aktiva var gymnasieungdomar. Denna blandning av människor i marginalen gjorde att även kuratorer från Fritidsavdelningen ofta besökte Avenyn 18.

## Verksamheten
I huset arrangerades utställningar, konserter, samtal, man hade ett kafé, en lekstuga för barn och Allas Ateljé med utrustning för bland annat batik, foto och tryck. Det fanns också ett musikrum som var tänkt som en plats för musicerande men utvecklades mer till en klubb. Man gjorde även temahelger som "Att åldras i dagens samhälle" och "Barn", som riktade sig till specifika målgrupper. Andra temahelger tog avstamp i film, sport, politik, massmedia, narkotika och militarism. Externa grupper kunde också arrangera program, vilket bland annat resulterade i en utställning med kinesiskt porslin och en FNL-vecka.
Våren 1969 var huset oftast öppet fredag till söndag, ofta till sent på kvällarna. Den 31 mars 1969 stängde huset för sommaren och återöppnade igen den 5 september samma år. Hösten 1969 arrangerades flest program och man höll allt mindre kvällsöppet. Alternativ jul arrangerade återigen julen 1969. Under våren 1970 modifierades öppettiderna än mer mot vardagar.

## Problem och stängning
Ett genomgående problem var att huset var nedgånget och kallt. Vintern 1970 tvingades man till och med att stänga under en period när avloppet hade frusit. Andra problem var gruppbildningar som motverkade varandra, narkotikaförsäljning, fulla ungdomar som kom dit för att söka bråk på fredag- och lördagskvällar, organisationsupplösning och handlingsförlamning. Allt detta ledde till färre program vilket i sin tur ledde till att mångfalden bland besökarna blev mindre och huset användes allt mer av personer som mest ville ha tak över huvudet. Efter 1,5 år stängdes Avenyn 18 den 31 mars 1970.

## Effekter
Flera aktiva fortsatte att engagera sig socialt och politiskt. Vissa fick jobb som assistenter på Fritidsförvaltningen och fortsatte hålla kontakt med före detta besökare på Avenyn 18. Verksamheten bidrog också till att Göteborgs myndigheter intresserade sig för liknande projekt, vilket ledde till allaktivitetshuset Hagahuset, där det senare resulterade i verksamheten Sprängkullen.